# SoortenNL
SoortenNL is een netwerkorganisatie die is voortgekomen uit de VOFF. Tussen 1996 en 2007 heeft de Vereniging VeldOnderzoek Flora en Fauna (VOFF) bestaan als het koepelorganisatie die namens de leden, de PGO's (Particuliere Gegevensbeherende Organisaties), gezamenlijke projecten uitvoerde.
Belangrijk in die tijd was de ontwikkeling en exploitatie van het natuurloket, het Netwerk Ecologische Monitoring en de start van de Nationale Databank Flora en Fauna. Van 2007 tot 2016 heeft de VOFF als Stichting Veldonderzoek Flora en Fauna opgetreden als vertegenwoordiger en belangenbehartiger van de leden en als zodanig een bijdrage geleverd aan de verdere ontwikkeling van de Nationale Databank Flora en Fauna en de Gegevensautoriteit Natuur.
In 2016 is de VOFF omgevormd tot de netwerkorganisatie SoortenNL, Sovon heeft daarop de organisatie verlaten. De PGO's worden sindsdien aangeduid als soortenorganisaties.
De volgende organisaties zijn lid van SoortenNL:
- de Bryologische en Lichenologische Werkgroep (BLWG) – mossen en korstmossen
- de Nederlandse Mycologische Vereniging (NMV) – paddenstoelen
- Stichting Floristisch Onderzoek Nederland (Floron) – (vaat-)planten
- Stichting TINEA – kleine vlinders
- De Vlinderstichting – dagvlinders, nachtvlinders en libellen
- stichting EIS Kenniscentrum Insecten – insecten en andere ongewervelde dieren
- Stichting ANEMOON – flora en fauna in en aan zee
- stichting Reptielen Amfibieën Vissen Onderzoek Nederland (RAVON) – reptielen, amfibieën en vissen
- de Zoogdiervereniging VZZ – zoogdieren

Voormalig lid van de Stichting VOFF:
- vereniging Sovon Vogelonderzoek Nederland (Sovon) – vogels